# Emperor: Battle for Dune
Emperor: Battle for Dune è un videogioco di strategia in tempo reale per Windows pubblicato dalla Westwood Studios nel 2001. È ambientato nell'universo fantascientifico di Dune creato dallo scrittore Frank Herbert.
È il terzo gioco strategico in tempo reale ambientato nell'universo di Dune, seguito di Dune II e Dune 2000. Mentre Dune II aveva una storia distinta rispetto all'originale videogioco Dune e Dune 2000 è stato un remake di Dune II, Emperor è il seguito del precedente. In particolare, si tratta di un seguito di Dune 2000, poiché prosegue la storia da dove si è interrotta, riprendendone molti personaggi e attori.
Come Dune 2000 e molti altri giochi della Westwood, Emperor ha delle scene filmate con attori reali prodotte con effetti speciali.

## Trama
Emperor è ambientato appena dopo Dune 2000. L'imperatore Corrino è stato assassinato dalla sua concubina Lady Elara, e il Landsraad è caduto nel caos. La Gilda Spaziale propone alle tre Case rimanenti (le stesse dei giochi precedenti, ossia Atreides, Harkonnen e Ordos) una sfida all'ultimo sangue, una guerra per il possesso del pianeta Arrakis. La Casata che vincerà la guerra sarà la nuova guida del Landsraad, e il suo capo diventerà il nuovo Imperatore Padishah, imperatore dell'universo conosciuto.
Ben presto, si scopre durante la campagna che i Tleilaxu girovagano per Arrakis raccogliendo esemplari di carne di vermi della sabbia. Dopo l'ultima battaglia contro una delle case rivali, che verrà conquistata nel proprio pianeta natale, la Gilda Spaziale abbandona la casa vincitrice e tenta di controllare Arrakis con la Casa Tleilaxu attraverso un Verme Imperatore geneticamente modificato con i suoi poteri psichici potenziati da Lady Elara, e intanto libera una droga in grado di alterare la mente che colpisce tutte le forze nemiche rimaste su Arrakis, rendendole loro schiave della Gilda. Pertanto, il giocatore userà la Gilda dei Contrabbandieri per tornare su Arrakis, dove distruggerà il Verme Imperatore e sventerà i piani della Gilda, per poi riprendere il controllo di Arrakis e il commercio della Spezia e infine diventare imperatore di Dune.
Un particolare della storia principale è che, nonostante abbiano in comune la missione finale di distruggere il Verme Imperatore, ogni casa possiede una sottotrama che ruota attorno ai loro intenti di conquistare Arrakis.
- Gli Atreides devono ottenere la fiducia dei Fremen, con i quali i rapporti sono peggiorati a causa di eventi passati non meglio noti; per questa ragione, gran parte delle missioni principali ruotano a formare un'alleanza con i nativi di Arrakis. Più tardi, alcuni diplomatici Fremen raggiungono Caladan, dove loro e il Duca Achillus vengono attaccati dai Tleilaxu; gli alleati uniscono le loro forze, sventano l'attacco e confermano la loro alleanza.
- Gli Harkonnen sono dominati dal malaticcio Barone Rakan, i cui due figli, Gunseng e Copec, intendono entrambi prendere il suo posto sul trono e competono per il suo favore in attesa della sua morte. Mentre Gunseng si occupa della sorveglianza della Spezia, l'impaziente Copec avvelena il cibo del padre, e una volta morto lui, prende il titolo di Barone e va su Arrakis per costringere suo fratello a giurargli fedeltà. Credendo a ragione che Copec sia un usurpatore, Gunseng rifiuta e si ribella apertamente contro di lui. Il giocatore deve quindi scegliere con chi allearsi tra Gunseng e Copec, i quali si affronteranno su Giedi Primo. Una volta vinta la battaglia, il fratello vincitore otterrà il titolo di Barone degli Harkonnen.
- Gli Ordos, abituati a creare ghola a volontà, che usano tra le altre cose per impedire ogni alleanza contro di loro anche tra le sottofazioni come i Fremen, i Sardaukar e i Contrabbandieri, riescono a creare un ghola del defunto Imperatore Shaddam Corrino, che servirà come un loro docile giocattolo nelle loro mani. Gli Ordos sono guidati dall'Executrix, quattro esseri umanoidi e ignoti che condividono una singola mente e comunicano soltanto attraverso il pensiero tramite una creatura antropomorfa nota come l'"Altoparlante"; il loro Mentat è Roma Atani, una donna di etnia asiatica che completa il pensiero calcolatore degli Ordos.

Il gioco presenta inoltre sottotrame con le sottocase e le fazioni su Arrakis. Ad esempio, gli Ix e i Tleilaxu rifiutano di allearsi tra loro, ed è richiesto che il giocatore si allei con una delle due fazioni, anche se è possibile farsi sostenere da entrambe. Inoltre, in alcuni livelli è presente un sarcofago Sardaukar contenente un soldato in animazione sospesa, che di solito si allea con il giocatore che lo sveglia.

## Modalità di gioco
Sebbene il gioco abbia un'interfaccia simile ai giochi precedenti, soprattutto a Dune 2000 e alla serie Command & Conquer (sempre della Westwood), una notevole differenza è rappresentata dall'implementazione di un motore grafico tridimensionale. Sono poi state aggiunte la possibilità di ricevere rinforzi durante la battaglia, una campagna non lineare, e nuove unità per ognuna delle tre Casate con le quali è possibile giocare.